# Втрати силових структур внаслідок російського вторгнення в Україну (вересень 2023)
У статті наведено список втрат українських військовослужбовців у російсько-українській війні за вересень 2023 року (включно).

## Список загиблих за вересень 2023 року
| Герой України |

| Хрест бойових заслуг |

| Почесний нагрудний знак «Сталевий хрест» |